# Johanna Joseph
Pour les articles homonymes, voir Joseph.
Johanna Joseph, née le 21 janvier 1992 à Enghien-les-Bains, est une joueuse professionnelle  française de basket-ball. Elle mesure 1,87 m et joue principalement au poste d'intérieur. Elle est joueuse internationale des équipes  de France jeunes.

## Biographie
Originaire de Goussainville, elle y commence le basket-ball à l'âge de 11 ans puis intègre le CREPS deux ans plus tard, puis le Centre fédéral. Elle s'y rompt les ligaments croisés la première année puis joue peu en raison de sa convalescence pour sa seconde année. Pour ne pas être trop en décalage avec les autres joueuses, il lui est proposé de poursuivre dans un centre de formation d'une équipe professionnelle. Elle rejoint alors Mondeville pour deux années, durant lesquelles elle intègre l'équipe de France U18.
Elle commence sa carrière professionnelle en Ligue 2 féminine à Voiron, puis à Charleville-Mézières 2 ans en Ligue Féminine de basketball, depuis évolue en Nationale 1 du côté de Villeurbanne. Joueuse d'origine haïtienne, elle a joué dans les équipes de France jeunes, avec des participations aux compétitions mondiales et européennes. Elle est appréciée pour ses qualités athlétiques, défensives ainsi que ses facultés à marquer.
Durant l'été 2012, elle rejoint Charleville-Mézières en LFB.
Elle fait son retour en LFB à Saint-Amand pour la saison 2015-2016, mais se blesse au bout de quelques rencontres.

## Parcours
- 2004-2005 : Goussainville (Minime France)
- 2005-2007 : Franconville (Minime France) et pôle espoir Île de France
- 2007-2009 : Centre fédéral Centre fédéral (NF2)
- 2009-2011 : USO Mondeville Cadette France (NF2)
- 2011-2012 : Voiron (LF2)
- 2012-2013 : Charleville-Mézières (LFB)
- 2013-2014 : Villeurbanne (NF1)
- 2015-2016 : Saint-Amand (LFB)

## Palmarès
- Médaillée de bronze avec l'équipe de France au championnat d'Europe U18 en 2010